# KT&G
KT&G（ケイティーアンドジー）は、大韓民国唯一のタバコ製造会社。本社は大田広域市に置く。韓国内でのタバコ販売シェアは8割近く、世界市場でも6位の位置につける（2003年現在）。

## 概要
1899年に創設された李王朝の宮内部内蔵院参精科が源流である。日本統治時代には朝鮮総督府専売局、日本統治の終了後は専売庁と変遷し、1989年に直接の前身にあたる国営企業、韓国タバコ人参公社が発足した。
一貫してタバコとオタネニンジン（所謂高麗人参、朝鮮人参）の専売権を握り、韓国市場で支配的な位置を占めてきたが、専売権の撤廃や輸入自由化を経て1997年にIMFによる韓国救済を受けて国会で民営化の方針が議決されると1999年以降政府保有株を徐々に売却。2002年にはKT&Gに社名を変更すると共に外国人の株式保有制限を撤廃、同年完全民営化を果たした。
社名の由来はKorea Tabacco & Ginsengの略であるが、事業内容の広がりを受けてKorea Tomorrow & Globalと説明している。
プロスポーツチームも運営し、女子バレーボール部の大田正官庄レッドスパークス（Vリーグ）は国内屈指の強さを誇り、国家代表チームのスポンサーも務めている。また、2005年7月にはSBSからプロバスケットボールチームを譲り受け、安養KT&Gカイツ（現：安養正官庄レッドブースターズ）として韓国バスケットボールリーグへと参入した。
なお、同じく韓国企業であるKTとは直接の関係はない。
子会社として、韓国人参公社（Korea Ginseng Corporation, 略称KGC, 紅参製品を中心にした健康食品「正官庄」等）、KGCライフ&真（紅参以外の健康食品と生活分野等）がある。MBCドラマ『宮廷女官チャングムの誓い』では、韓国人参公社が「人参」（인삼）という台詞のみのパブリシティを持っている。

## 「人種差別広告」問題
2013年9月に発売した製品「THIS AFRICA」のパッケージおよび広告について、アフリカ人をチンパンジーに見立てたとしてアフリカ・たばこ規制同盟から「破廉恥で侮辱的」「極度の文化的無理解」と強く反発する声明を受け、BBCやAFP通信など、欧米の一流メディアからも「レイシスト」と見出しを掲げられて批判された。この件を受けて10月23日には問題の広告を中止すると発表したが、チンパンジーが描かれたパッケージについては「不快感を与えるものではない」と徹底抗弁して変更拒絶した上、海外紙の取材に対し「サルは人々にアフリカを思い出させる、愉快な動物として選んだだけだ」などと回答したがさらなる憤激を買ったために11月4日には、パッケージの差し替えを発表するに至った。

## 日本との関係
長らく日本たばこ産業がKT&Gを委託生産先の一つとしていたが、2017年には委託先をフィリピン企業へ変更。これに伴い2019年、日本たばこ産業は保有していたKT&Gの株式（約248億円相当）を売却した。